# Bragadiru, Teleorman
Bragadiru este satul de reședință al comunei cu același nume din județul Teleorman, Muntenia, România. Se află în partea de sud a județului, în Câmpia Burnazului, pe malul stâng al Vedei. La recensământul din 2002 avea o populație de 4.624 locuitori.